# Liste des interstates en Californie
Les interstates en Californie font partie du réseau des autoroutes inter-états et sont entretenues par le Caltrans, le département des transports de Californie. Elles parcourent plus de 3 000 miles (4 900 km) et sont au nombre de 28. Il y a huit autoroutes principales et vingt auxiliaires. La plus longue autoroute de l'état est l'I-5, qui parcourt l'ouest de l'État du sud au nord, passant par San Diego, Los Angeles et Sacramento. Plusieurs autoroutes de Californie ont remplacé ou se sont superposées à certaines US Routes, en déclassant certaines.

## Liste des autoroutes principales
| Numéro       | Longueur (mi) | Longueur (km) | Terminus sud / ouest                                  | Terminus nord / est                                 | Créée    | Notes                                                                              |
| ------------ | ------------- | ------------- | ----------------------------------------------------- | --------------------------------------------------- | -------- | ---------------------------------------------------------------------------------- |
| I-5          | 796,43        | 1 281,73      | Frontière mexicaine à San Ysidro, San Diego           | I-5 à la frontière avec l'Oregon près de Hornbrook  | 1947     |                                                                                    |
| I-7          | 302,00        | 486,00        | I-5 à Wheeler Ridge                                   | I-5 à Stockton                                      | proposée | Caltrans a proposé l'I-7 ou l'I-9 pour remplacer la SR 99 dans le centre de l'état |
| I-8          | 171,98        | 276,77        | Nimitz Boulevard, Sunset Cliffs Boulevard à San Diego | I-8 à la frontière avec l'Arizona à Yuma, AZ        | 1964     |                                                                                    |
| I-9          | 302,00        | 486,00        | I-5 à Wheeler Ridge                                   | I-5 à Stockton                                      | proposée | Caltrans a proposé l'I-7 ou l'I-9 pour remplacer la SR 99 dans le centre de l'état |
| I-10         | 243,31        | 391,57        | SR 1 à Santa Monica                                   | I-10 à la frontière avec l'Arizona à Blythe         | 1947     |                                                                                    |
| I-15         | 287,26        | 462,30        | I-8 à San Diego                                       | I-15 à la frontière avec le Nevada à Primm, NV      | 1957     |                                                                                    |
| I-40         | 154,62        | 248,84        | I-15 à Barstow                                        | I-40 à la frontière avec l'Arizona près de Needles  | 1947     |                                                                                    |
| I-80         | 205,07        | 330,03        | US 101 à San Francisco                                | I-80 à la frontière avec le Nevada près de Reno, NV | 1947     |                                                                                    |
| - Non-ouvert |               |               |                                                       |                                                     |          |                                                                                    |

## Liste des autoroutes auxiliaires
| Numéro       | Longueur (mi) | Longueur (km) | Terminus sud / ouest        | Terminus nord / est                      | Créée    | Notes                                                              |
| ------------ | ------------- | ------------- | --------------------------- | ---------------------------------------- | -------- | ------------------------------------------------------------------ |
| I-105        | 18,82         | 30,29         | SR 1 à El Segundo           | I-605 à Norwalk                          | 1982     |                                                                    |
| I-110        | 23,73         | 38,19         | SR 47 à San Pedro           | I-10 à Los Angeles                       | 1978     | Ancien tracé de la US 6 / SR 11                                    |
| I-205        | 12,97         | 20,88         | I-580 près de Tracy         | I-5 près de Manteca                      | 1970     | Faisant anciennement partie de la US 50                            |
| I-210        | 44,90         | 72,26         | I-5 à Los Angeles           | SR 57 à Glendora                         | 1964     | La SR 210 sera intégrée à l'I-210                                  |
| I-215        | 55,06         | 88,61         | I-15 à Murrieta             | I-15 à San Bernardino                    | 1982     | Anciennement I-15E et SR 215                                       |
| I-238        | 2,13          | 3,42          | I-580 à Castro Valley       | I-880 à San Leandro                      | 1983     | Est une autoroute auxiliaire de l'I-80                             |
| I-280        | 57,51         | 92,55         | US 101 / I-680 à San José   | King Street / 5th Street à San Francisco | 1955     |                                                                    |
| I-305        | 5,64          | 9,08          | I-80 à West Sacramento      | SR 99 à Sacramento                       | 1981     | Autoroute non-indiquée, le numéro identifie un segment de la US 50 |
| I-380        | 1,67          | 2,69          | I-280 à San Bruno           | US 101 à South San Francisco             | 1964     |                                                                    |
| I-405        | 72,42         | 116,54        | I-5 à Irvine                | I-5 près de San Fernando                 | 1964     |                                                                    |
| I-505        | 32,99         | 53,09         | I-80 à Vacaville            | I-5 près de Dunnigan                     | 1977     | Faisant anciennement partie de l'I-5W                              |
| I-580        | 75,55         | 121,59        | US 101 à San Rafael         | I-5 près de Tracy                        | 1947     |                                                                    |
| I-605        | 27,40         | 44,10         | I-405 / SR 22 à Seal Beach  | I-210 à Irwindale                        | 1964     |                                                                    |
| I-680        | 70,54         | 113,52        | US 101 / I-280 à San José   | I-80 à Fairfield                         | 1955     |                                                                    |
| I-710        | 24,25         | 39,03         | SR 47 à Long Beach          | Valley Boulevard à Alhambra              | 1984     |                                                                    |
| I-780        | 6,76          | 10,88         | I-80 à Vallejo              | I-680 à Benicia                          | 1976     | Faisant anciennement partie de l'I-680                             |
| I-805        | 28,02         | 45,09         | I-5 à San Ysidro, San Diego | I-5 à Sorrento Valley, San Diego         | 1959     |                                                                    |
| I-880        | 45,70         | 73,54         | I-280 / SR 17 à San José    | I-80 / I-580 à Oakland                   | 1984     |                                                                    |
| I-905        | 8,96          | 14,43         | I-5 à San Diego             | Frontière mexicaine près d'Otay Mesa     | proposée | Actuellement la SR 905                                             |
| I-980        | 2,03          | 3,26          | I-880 à Oakland             | I-580 / SR 24 à Oakland                  | 1981     |                                                                    |
| - Non-ouvert |               |               |                             |                                          |          |                                                                    |